# Waldskulpturenweg - Wittgenstein - Sauerland
De Waldskulpturenweg - Wittgenstein - Sauerland is een beeldenroute/land art-project van 25 km tussen de Duitse plaatsen Bad Berleburg en Schmallenberg.

## De beeldenroute
De beeldenroute, bestaande uit elf land art-projecten in het Rothaargebergte, werd in 2000 geopend. Het project wordt ondersteund door de kunststichting van de deelstaat Noordrijn-Westfalen.
De Waldskulpturenweg leidt over de Rothaarkamm, de belangrijkste heuvelrug van het Rothaargebergte, en vangt aan in Bad Berleburg (Siegen-Wittgenstein). Daarvandaan loopt de route via het stadsdeel Kühhude, kruist de wandelroute Rothaarsteig en gaat vervolgens via Schanze en Almert naar de plaats Schmallenberg (Hochsauerlandkreis).

## Kunstwerken/kunstenaars
1. Der Wettbewerb (Jochen Gerz)
2. Was war zuerst? (Magdalena Jetelová)
3. Die Grünstation (Gloria Friedmann)
4. Der Falke (Alan Sonfist)
5. Stein−Zeit−Mensch (Nils-Udo)
6. Kein leichtes Spiel (Ansgar Nierhoff)
7. Der Krummstab (Heinrich Brummack)
8. Der Hexenplatz (Lilli Fischer)
9. Blinker II (Timm Ulrichs)
10. Über den Teichen (Andreas Oldörp)
11. Der Wettbewerb (Jochen Gerz)

## Fotogalerij

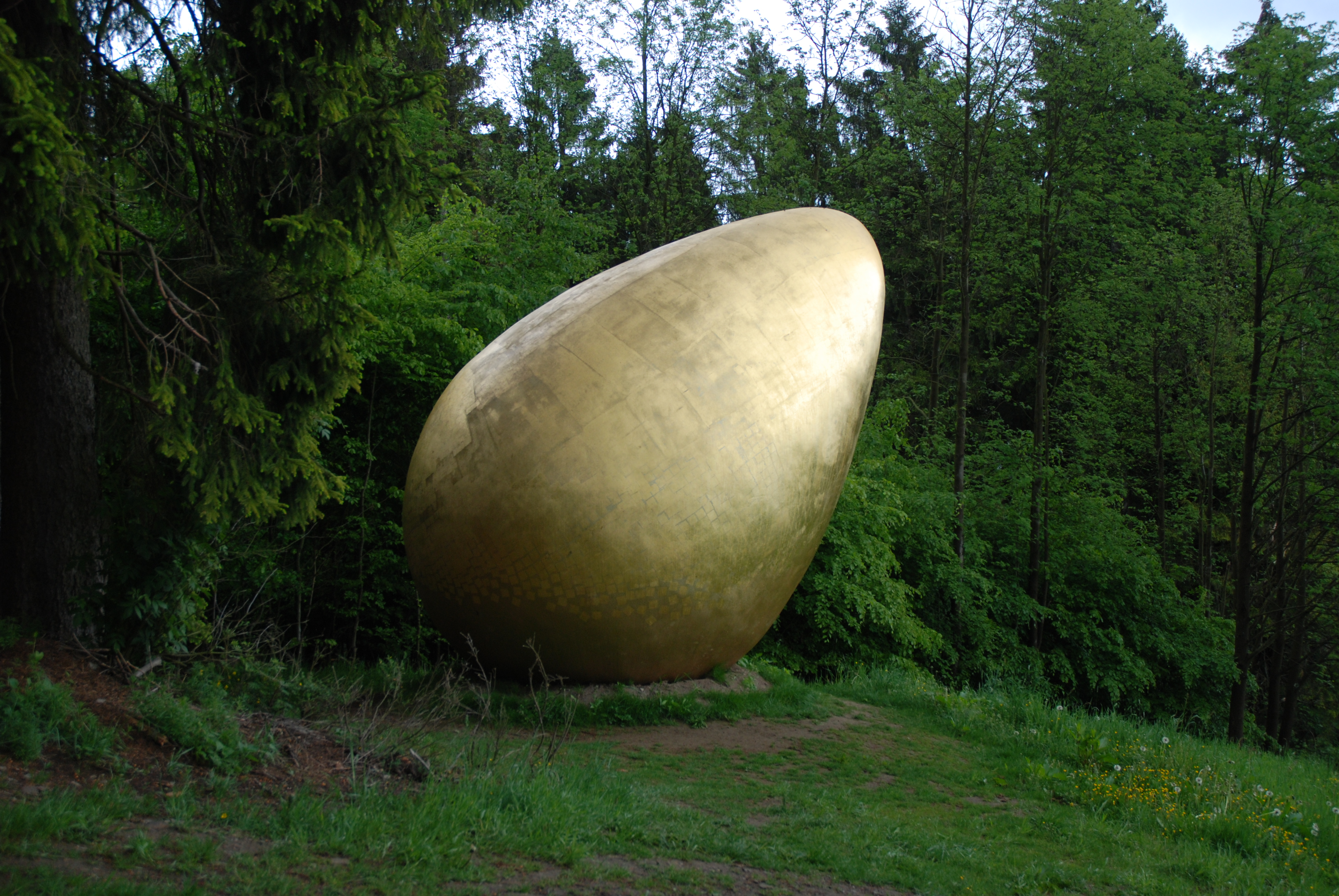
nr. 2 : Was war zuerst?
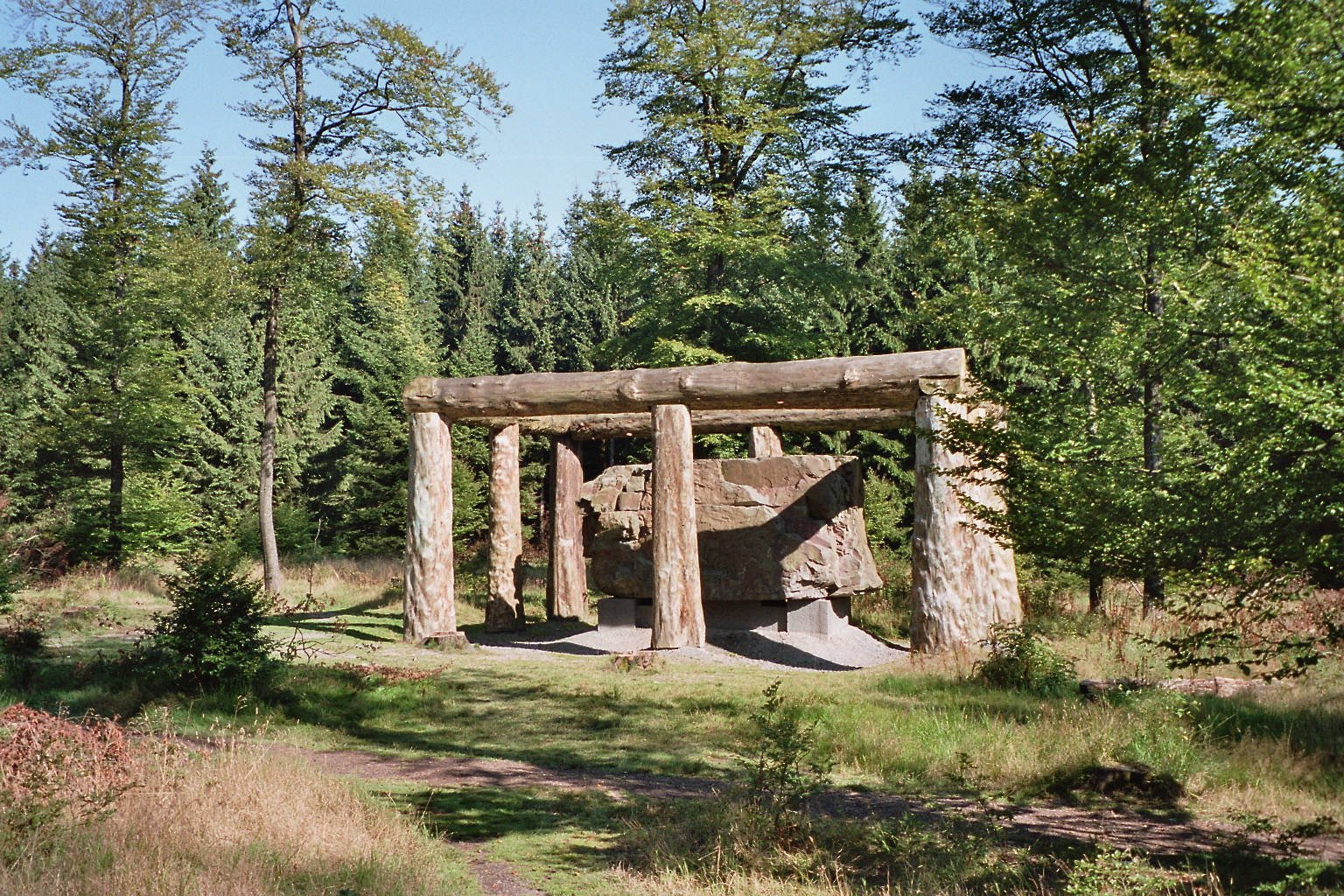
nr. 5 : Stein-Zeit-Mensch
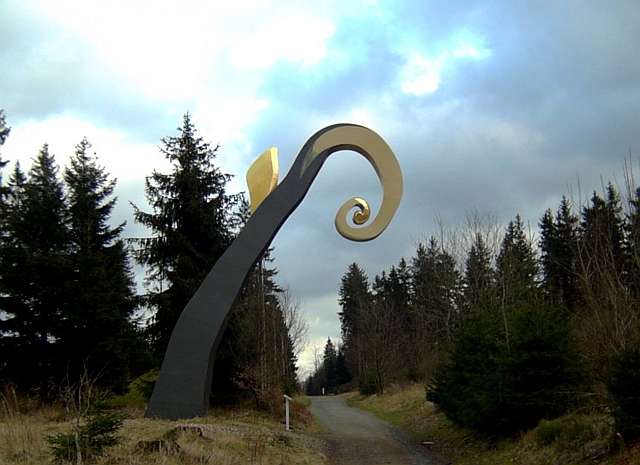
nr. 7 : Der Krummstab
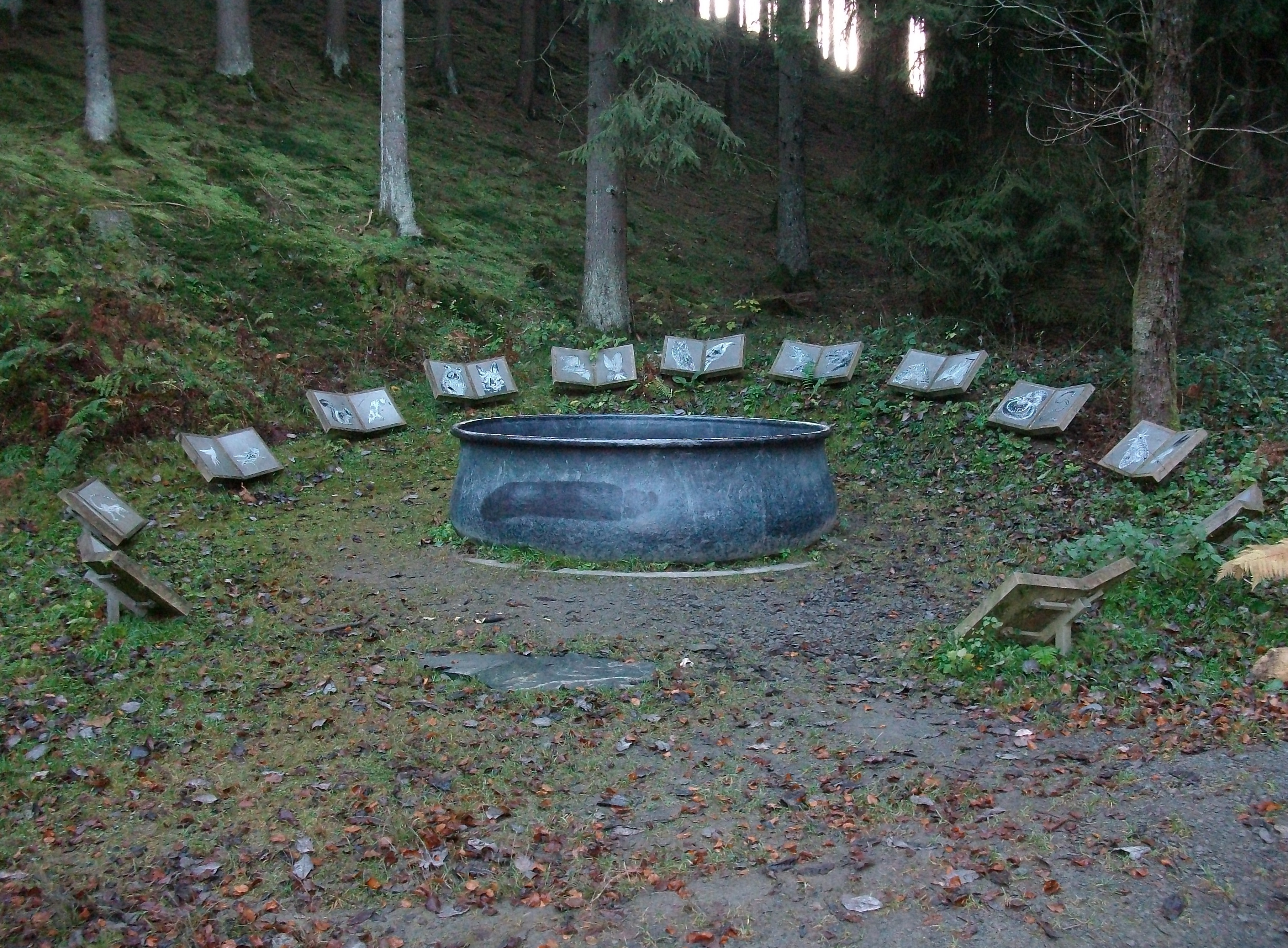
nr. 8 : Der Hexenplatz